# 2021年のフランス
2021年のフランス （2021ねんのフランス）では、2021年のフランスに関する出来事について記述する。

## 国家元首等
- 共和国大統領
  - 第25代: エマニュエル・マクロン （共和国前進、2017年5月14日 - ）
- 首相
  - 第24代: ジャン・カステックス （無所属、2020年7月3日 - ）

## 予定

### 3月
- 3月12日 - 第46回セザール賞の授賞式。

### 5月
- 5月11日-22日 - 第74回カンヌ国際映画祭。